# The Oath (Fernsehserie)
The Oath (zu deutsch Der Eid) ist eine US-amerikanische Fernsehserie, dessen 10-teilige erste Staffel am 8. März 2018 beim Streaming-Anbieter Crackle erschien. Die Serie handelt von einer Gruppe korrupter Polizisten, die als „The Ravens“ Verbrechen begehen. Die deutsche Erstausstrahlung erfolgte ab dem 9. April 2018 auf AXN, zunächst in OmU und ab dem 29. Mai 2018 in deutscher Synchronfassung.
Die Serie wurde um eine zweite Staffel verlängert. Seit Januar 2020 ist das Crime-Dramas auch im Programm von MagentaTV, dem Streamingdienst der Deutschen Telekom.

## Rezeption
Auf Serienjunkies.de verlieh Rezensent Mario Giglio lediglich zwei von fünf möglichen Sternen an die Pilotepisode und beschrieb die Serie als „wenig originelles Gangsterdrama“, das „kriminell unansehnlich“ sei. „In einer von Serien und Unterhaltungsoptionen übersättigten Welt, in der zur Genüge gute Crimedramas zu finden sind, braucht man diese Raben nimmermehr.“

„In der Serie ‚The Oath‘ treten korrupte Ordnungshüter einander auf die Zehen. Die schweren Jungs schauen böse und hauen einen Spruch nach dem anderen raus“